# Titanfall 2
Titanfall 2 — компьютерная игра в жанре шутера от первого лица с элементами симулятора меха, разработанная компанией Respawn Entertainment и изданная Electronic Arts. Является сиквелом игры Titanfall, выпущенной в 2014 году. Игра вышла в 2016 году на персональных компьютерах под управлением Windows, PlayStation 4 и Xbox One.

## Игровой процесс
Подобно своему предшественнику, игра представляет собой шутер от первого лица, в котором игроки могут контролировать пилота и робота «Титана». Пилот имеет арсенал способностей, которые позволяют совершать прыжки и бег по отвесным стенам с помощью «прыжкового модуля пилота». Эти способности могут быть использованы друг с другом для того, чтобы быстро перемещаться по игровым локациям. Скорость паркура значительно медленнее, чем в предыдущей игре серии, что делает игру более доступной для новых игроков. Матчи были переработаны так, что игроки теперь имеют достаточно времени, чтобы изучить карту и её особенности.
Набрав достаточное количество очков, игрок может вызвать Титана, десантирующегося с неба. Некоторые из них значительно медленнее, чем пилоты, но имеют более мощное оружие и более живучи. Были введены шесть новых видов Титанов.
Претерпела значительные изменение кастомизация Титанов. Теперь каждый «тип» титана обладает закрепленными за ним оружием и способностями которые не могут быть изменены игроком, как это было в первой части, однако можно немного изменить их принцип действия: например, добавить пулям рикошет, или при катапультировании устроить ядерный взрыв.

## Сюжет
В отличие от Titanfall, в которой однопользовательский режим отсутствовал, в Titanfall 2 появилась полномасштабная сюжетная кампания для одного игрока.
В основе сюжета Titanfall 2 лежит противостояние народного ополчения и корпорации IMC, которая стремится уничтожить повстанцев в системах Фронтира, чтобы завладеть их ресурсами.
Главный герой — Джек Купер, солдат, мечтающий стать пилотом — элитным бойцом, имеющим в распоряжении самые передовые технологии и личного Титана — разумную боевую машину-меха. Купера обучает капитан Ластимоза, который сам является пилотом титана BT-7274.
Во время выполнения особо важного задания по поиску пропавшего майора Андерсона, обладающего важными сведениями о планах IMC, весь отряд Купера, включая Ластимозу, погибает при нападении группы элитных наёмников «Высшие Хищники», работающей на IMC, во главе с Кубеном Блиском. Умирая, капитан отдаёт своего Титана Куперу.
Купер и BT продолжают задание Ластимозы по поиску майора Андерсона, но находят его мертвым с портативной машиной времени на руке. Оказывается, IMC нашли артефакт под названием «Ковчег», обладающий такой мощностью, что позволяет искривлять пространство и время, и на его основе корпорация создаёт пушку огромной мощности, чтобы уничтожить родную планету ополченцев — «Гармонию». Воссоединившись с уцелевшими силами повстанцев, BT и Купер присоединяются к основным силам сопротивления.
Повстанцы организуют массированную атаку на главную базу IMC, где хранится Ковчег, однако в последний момент корпорации удаётся транспортировать артефакт на авианосце. Повстанцы организуют погоню на оставшихся авианосцах IMC. Во время погони на повстанцев выходит элитный член «Высших Хищников» — Гюрза, пилотирующий особого летающего Титана. С трудом одолев его, BT и Купер добираются до авианосца с Ковчегом, однако умирающий Гюрза сильно повреждает BT и сбивает авианосец.
BT с Купером попадают в плен к «Высшим Хищникам», где Слоун — одна из «Высших Хищников» — извлекает Ковчег, который BT запер в кабине, и расстреливает Титана. Сбежав из плена, Купер вставляет уцелевший электронный мозг BT в нового Титана, и пробивается к искажающему орудию, которое уже начало заряжаться. У орудия BT расправляется со Слоун и вновь получает критические повреждения, и решает активировать самоуничтожение, чтобы прекратить работу Ковчега. В последний момент он вытаскивает Купера из кабины и швыряет его с огромной силой, позволяя тому спастись.
Орудие IMC уничтожено, но война продолжается. Купера официально назначают пилотом. Ему выдают нового Титана, но он всё же скучает по BT.
После титров показывают шлем Купера с мигающими огоньками, которые в бинарном коде расшифровываются как: «Джек? Ты здесь?».

## Мультиплеер
Игроку доступно 7 видов тактики пилота — особых способностей, сильно влияющих на геймплей.
- Маскировка — позволяет на непродолжительное время сделать пилота невидимым для Титанов и слабо различимым для пилотов. Тем не менее, другие пилоты могут слышать легкое жужжание прибора маскировки, если находятся рядом с замаскированным пилотом.
- Пульсирующий клинок — позволяет метнуть особый клинок, который при помощи сонара выявляет силуэты врагов сквозь стены в большом радиусе. Мгновенно убивает пилота или рядового ИИ при попадании.
- Крюк-кошка — позволяет использовать крюк-кошку, чтобы добраться до труднодоступных мест. Если Пилот зацепится крюком за вражеского или союзного Титана, то автоматически сядет ему на спину (И начнет «родео» в случае с вражеским титаном). При использовании крюка на своем же Титане, Пилот автоматически сядет в его кабину.
- Стимулятор — при использовании значительно увеличивает скорость исцеления и перемещения пилота на короткое время, отменяя существующие эффекты замедления.
- Стена+ — особый щит, который при установке не только защищает пилота снаружи, но и усиливает проходящие изнутри выстрелы.
- Фазовый сдвиг — позволяет ненадолго перейти в альтернативное пространство, в котором пилот становится невидим и неуязвим для всех в обычном пространстве, как и они для него. Если два игрока используют фазовый сдвиг, то они могут увидеть друг друга в нём. Также, если игрок выйдет из альтернативного пространства на том месте, где находится враг одного с Пилотом размера, то врага разнесёт на куски(Такая же способность есть и для титана Ронин, но в подобной ситуации разносит на куски не вражеского титана, а самого Ронина).
- Голопилот — позволяет разместить голографическую копию пилота для запутывания противника, которая повторяет поведение Пилота в момент активации. Копия исчезает с первым попаданием выстрела или взрывчатки и не обладает коллизией по отношению к Пилотам. Копией нельзя управлять в режиме реального времени, как это теперь возможно у персонажа Мираж из игры Apex Legends.

Также присутствует 7 видов Титанов с уникальным вооружением и способностями, а также ультимативной способностью, заряжающейся при нанесении урона.
Легкий класс титанов имеет 3 полоски здоровья, средний — 4, и тяжелый — 5, к тому же у каждого титана в момент израсходования всех полос здоровья активируется экстренная полоса, во время которой можно быстро катапультироваться. Титан может казнить вражеского титана во время наличия у врага экстренной полосы здоровья. Казнь частично заряжает ультимативную способность титана и восстанавливает небольшое количество здоровья.
- Ион — титан среднего класса, вооружённый энергетической автоматической винтовкой. Специализируется на точечных атаках лазером. Режим защиты — вихревой щит. Ловит все вражеские снаряды, после чего их можно отправить в любом направлении. Также способен ставить до трех мин, соединенных между собой лазером на манер растяжки. Спецатака — продолжительный лазерный выстрел по направлению взгляда из груди Титана.
- Скорч — титан тяжелого класса, вооружённый гранатомётом с термитными боеприпасами. Специализируется на использовании возможностей термита и атаках огненными волнами. Режим защиты — тепловой щит, расплавляющий снаряды противника и наносящий большой урон в ближнем бою. Способен стрелять баллонами с воспламеняющимся газом, действующим на большой площади. Спецатака — волна термита по направлению взгляда, которая наносит серьёзный урон и поджигает землю.
- Нордстар — титан легкого класса, вооружённый рельсотроном с заряжающимися выстрелами. Специализируется на возможности полёта и боя на дальней дистанции. Режим защиты — установка энергокапканов, сковывающих движения вражеских Титанов. Способен выстреливать кластерной ракетой. Спецатака — взлёт с зависанием и выпуск града неуправляемых ракет.
- Ронин — титан легкого класса, вооружённый дробовиком и огромным мечом. Специализируется на ближнем бое и возможности быстро уйти на безопасную дистанцию, используя фазовый сдвиг. Режим защиты — блокирование атак мечом, снижающее урон Титану на 75 %. Способен выпускать дуговые волны, наносящие врагам урон и замедляющие их. Спецатака — усиление меча, значительно повышающее урон и блокирующую способность меча, а также скорость перезарядки рывков самого Титана.
- Тон — титан среднего класса, вооружённый пушкой с разрывными патронами. Специализируется на захвате целей для автонаведения при помощи следящих патронов и сонара. Режим защиты — силовой барьер, устанавливаемый на землю. При помощи сонара может обнаруживать противников и частично наводиться на них. Спецатака — управляемый залп ракет.
- Легион — титан тяжелого класса, вооружённый шестиствольной пушкой с переключаемым режимом дальности. Специализируется на подавлении врагов огнём ввиду высокой скорострельности оружия. Режим защиты — создание щита вокруг пушки. Способен проводить усиленные выстрелы в двух режимах: быстрая очередь на манер дробовика и один заряженный точечный выстрел. Спецатака — автонаведение пушки на цели и неограниченный запас патронов в течение некоторого времени
- Монарх (Monarch’s Reigns DLC) — титан среднего класса. Вооружен 40-зарядной автоматической пушкой XO-16. Специализация — постоянное выживание на поле боя и стратегическая поддержка. Режим защиты — лазер, способный отбирать энергию врагов и создавать щит. Способен выстреливать несколько неуправляемых ракет. Основная способность: улучшение Титана прямо по ходу битвы путем накапливания спецатаки. Вместо мощного залпа, в отличие от других типов Титанов, Монарх при использовании спецатаки получает улучшения, выбранные игроком в окне настройки Монарха, в 3 этапа. Каждый этап улучшения может быть выбран из 3-х возможных, что позволяет адаптировать Монарха под свой стиль игры и конкретную ситуацию на поле боя. Для активации всех трех улучшений потребуется не потерять Титана. После третьего улучшения каждая следующая спецатака восстанавливает щит Монарха до максимума.

## Игровой движок
Движок Source, использованный в первой части игры, в Titanfall 2 был подвергнут переработке. По заявлению технического директора игры, в движке Source обновили систему рендеринга, звуковой движок, скриптовую систему, а также сетевой код движка для более качественного соединения. За физику в игре отвечает Havok.
В качестве графических изменений, внесенных в движок Titanfall 2: измененное освещение с добавлением ambient occlusion, другой метод сглаживания (MSAA) и пр. Расширен список аппаратных платформ: помимо Windows, игра вышла также на PlayStation 4 и Xbox One.

## Отзывы и критика
| Сводный рейтинг       | Сводный рейтинг                           |
| Агрегатор             | Оценка                                    |
| --------------------- | ----------------------------------------- |
| GameRankings          | (PS4) 89,36 % (PC) 89,08 % (XONE) 86,06 % |
| Metacritic            | (PC) 86/100 (PS4) 89/100 (XONE) 88/100    |
| Иноязычные издания    |                                           |
| Издание               | Оценка                                    |
| Destructoid           | 8,5/10                                    |
| EGM                   | 9/10                                      |
| Game Informer         | 9,5/10                                    |
| GameRevolution        | [ 15 ]                                    |
| GameSpot              | 9/10                                      |
| GamesRadar+           | [ 17 ]                                    |
| IGN                   | 9/10                                      |
| PC Gamer (US)         | 91/100                                    |
| Polygon               | 7/10                                      |
| VideoGamer            | 9/10                                      |
| Русскоязычные издания |                                           |
| Издание               | Оценка                                    |
| Riot Pixels           | 70 %                                      |
| «Игры Mail.ru»        | 9/10                                      |

Titanfall 2 получил как положительное признание у игроков, так и высокие оценки в прессе.

### Награды
| Год  | Награда                      | Категория                                  | Результат | Прим.         |
| ---- | ---------------------------- | ------------------------------------------ | --------- | ------------- |
| 2016 | Game Critics Awards          | Лучшая игра выставки                       | Номинация | [ 24 ] [ 25 ] |
| 2016 | Game Critics Awards          | Лучшая игра в жанре экшн                   | Номинация | [ 24 ] [ 25 ] |
| 2016 | Game Critics Awards          | Лучший мультиплеер                         | Победа    | [ 24 ] [ 25 ] |
| 2016 | Golden Joystick Awards       | Выбор критиков                             | Победа    | [ 26 ]        |
| 2016 | The Game Awards              | Игра года                                  | Номинация | [ 27 ] [ 28 ] |
| 2016 | The Game Awards              | Лучшая игровая режиссура                   | Номинация | [ 27 ] [ 28 ] |
| 2016 | The Game Awards              | Лучшая многопользовательская игра          | Номинация | [ 27 ] [ 28 ] |
| 2016 | The Game Awards              | Лучшая экшн-игра                           | Номинация | [ 27 ] [ 28 ] |
| 2017 | Annie Award                  | Выдающаяся анимация персонажей — видеоигра | Номинация | [ 29 ]        |
| 2017 | D.I.C.E. Awards              | Лучший оригинальный саундтрек              | Номинация | [ 30 ]        |
| 2017 | D.I.C.E. Awards              | Выдающееся техническое достижение          | Номинация | [ 30 ]        |
| 2017 | D.I.C.E. Awards              | Боевик года                                | Номинация | [ 30 ]        |
| 2017 | D.I.C.E. Awards              | Онлайновая игра года                       | Номинация | [ 30 ]        |
| 2017 | SXSW Gaming Awards           | Игра года                                  | Номинация | [ 31 ]        |
| 2017 | SXSW Gaming Awards           | Самый запоминающийся персонаж (BT-7274)    | Номинация | [ 31 ]        |
| 2017 | SXSW Gaming Awards           | Достижение в мультиплеере                  | Номинация | [ 31 ]        |
| 2017 | SXSW Gaming Awards           | Превосходство в визуальном достижении      | Номинация | [ 31 ]        |
| 2017 | SXSW Gaming Awards           | Достижение в SFX                           | Номинация | [ 31 ]        |
| 2017 | British Academy Games Awards | Лучшая игра                                | Номинация | [ 32 ]        |
| 2017 | British Academy Games Awards | Лучший игровой дизайн                      | Номинация | [ 32 ]        |
| 2017 | British Academy Games Awards | Лучшая многопользовательская игра          | Номинация | [ 32 ]        |